# Bernard Lubat
 (octobre 2018).
Si vous disposez d'ouvrages ou d'articles de référence ou si vous connaissez des sites web de qualité traitant du thème abordé ici, merci de compléter l'article en donnant les références utiles à sa vérifiabilité et en les liant à la section « Notes et références ».
Bernard Lubat, né le 12 juillet 1945 à Uzeste en Gironde, est musicien multi-instrumentiste et chanteur de jazz français.

## Biographie

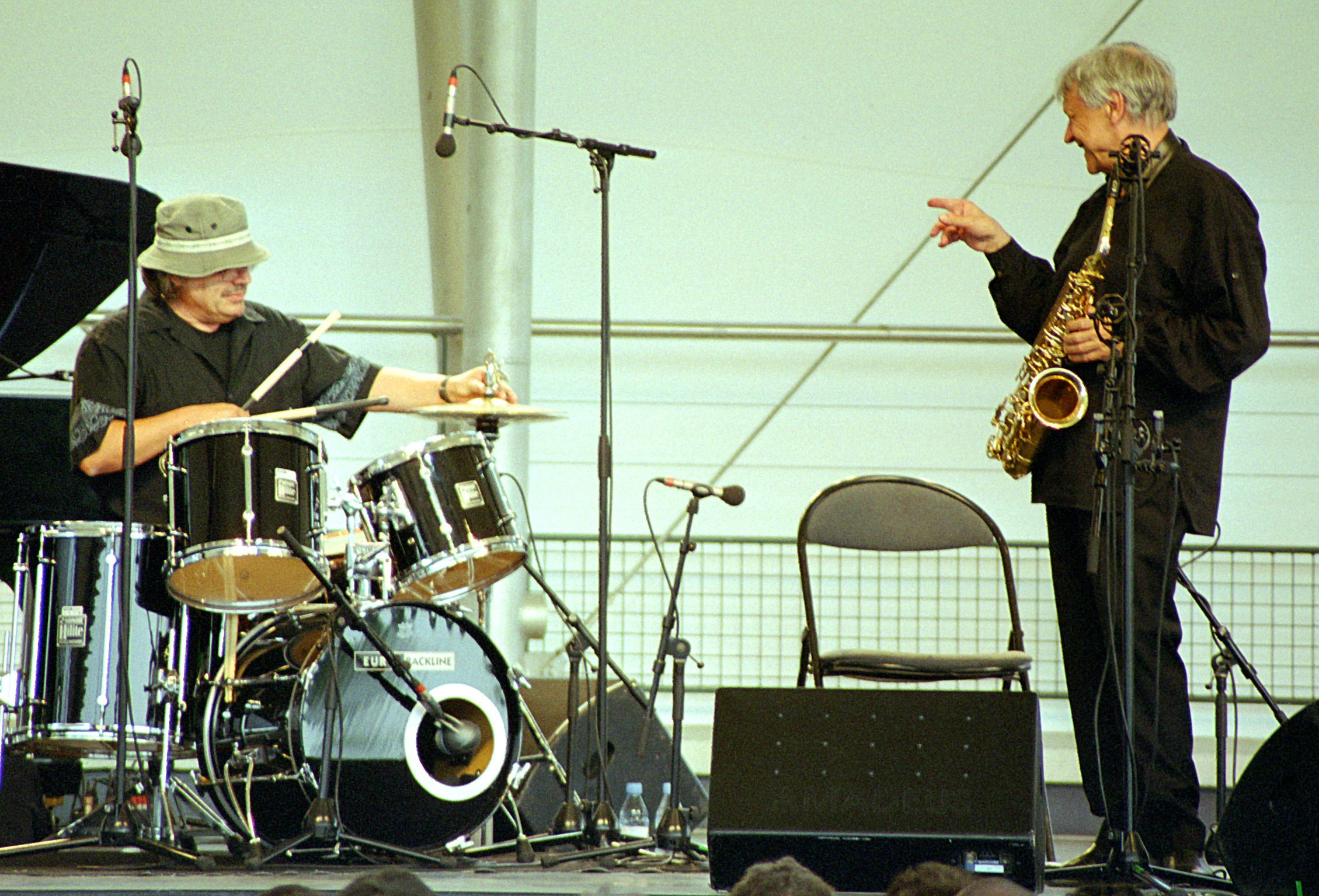
Bernard Lubat et Michel Portal au Paris Jazz Festival en 2002.

### Formation
Bernard Lubat étudie au conservatoire de Bordeaux, puis au CNSM de Paris dont il sort en 1963 avec un premier prix de percussion.

### Carrière
Engagé par l'orchestre de Jef Gilson, il accompagne des vedettes de variétés parmi lesquelles Dalida, Charles Aznavour, Claude François ou Yves Montand. Il joue et travaille avec Jean-Luc Ponty, Michel Portal, Martial Solal, Eddy Louiss, René Thomas et aussi Stan Getz, Dexter Gordon, Roland Kirk, Bud Powell.
Il chante également dans le groupe Les Double Six, comme Eddy Louiss, ainsi que dans le groupe des Swingle Singers.
Il joue de la musique contemporaine (Varèse, Xenakis, Berio…) et participe activement à l'expérience du free jazz.
Multi-instrumentiste capable de jouer dans tous les contextes imaginables, du bal populaire au studio — il se définit lui-même comme un « malpoly-instrumentiste » —, il joue principalement de la batterie et du piano, mais aussi de l'accordéon, du vibraphone, des percussions. Au chant, il est reconnu comme un redoutable scateur.
Il accompagne longtemps Claude Nougaro, puis fonde le festival d'Uzeste en 1977 et La Compagnie Lubat, qui sera un orchestre d'accueil de nombreux musiciens (Bernard Brancard, André Minvielle, Francis Lassus).
À partir des années 1980, il travaille avec Félix Castan autour des concepts de pluralité (le contraire de la diversité) et sur le doute (« Je joue ce que j'en deviens ») et le chant en occitan. Il participe plus largement au mouvement de la Ligne Imaginot avec des écrivains (Bernard Manciet, Michel Ducom), musiciens (Claude Sicre, Massilia Sound System, Femmouzes T), improbables (René Durand), dramaturges (André Benedetto), poètes (Serge Pey)...
Musicien très prolifique, il apparaît sur plus d'une centaine d'albums, ainsi que dans de nombreuses musiques de film, tel Le Cercle rouge de Jean-Pierre Melville.
Il est considéré par ses pairs et par les amateurs comme un des plus grands musiciens de la seconde moitié du XXe siècle et du début du XXIe siècle.[réf. nécessaire] Il a ainsi collaboré avec d'innombrables artistes, tant de jazz que de variété.

### Autre
En 2006, il est élevé au rang de Commandeur requis de l’ordre de la Grande Gidouille du Collège de ’Pataphysique.

### Vie privée
Avec Laure Duthilleul, il a un fils, Louis, batteur.

### Décoration
- Chevalier de la Légion d'honneur (2012)

## Prix et récompenses
- 1972 : Lauréat du prix Django-Reinhardt[3]
- 1994 : Prix de l'académie Charles-Cros
- 2004 : Grand prix de la Sacem
- 2009 : Victoires du jazz dans la catégorie « Artiste ou formation vocal(e) français(e) ou de production française de l'année »

## Discographie sélective
- Impuls (avec Louis Sclavis), Cristal Record, 2018
- Intranquille (avec Sylvain Luc), Cristal Records, 2016
- Improvisions, Cristal Records, 2015
- Laborintus II de Luciano Berio (percussions dans l'ensemble Musique Vivante, 1987, Harmonia Mundi)
- Café l'Estaminet (1976, solo, Musica)
- La 9emme d'uzeste (1986 Maurice Vander / Pierre Michelot / Bernard Lubat - Histoire Audiosensuelle / Contes À Rêver Eveillé Compagnie Lubat)
- Scatrap Jazzcogne (1994, Labeluz)
- Conversatoire (piano solo)
- Maurice Vander, Pierre Michelot, Bernard Lubat, Nougaro Sans Paroles (2004)
- Eddy Louiss, Bernard Lubat, Luigi Trussardi, Maurice Vander, Live À FIP : Hommage À Claude Ô Toulouse... (2004)
- Martial Solal, Locomotion, Followme records; 1974 (B.Lubat, drums).
- Chansons Swing : L'Idiome sandwitch, Le Chant du Monde, 2002.
- Bernard Lubat soli solo saga - Vive L'amusique (2004 Labeluz DVD-CD)
- Improvista/ Michel Portal, Bernard Lubat (2006, Labeluz)
- Chansons enjazzées, 2008
- Agartha, Michel Grailler, Bernard Lubat, Alby Cullaz, 1991.
- Musique du documentaire de Vincent Glenn, Pas assez de volume ! (Notes sur l'OMC)
- Nougaro – Sur Scène Olympia 85, Art Direction – Léo Missir; basse – Pierre Michelot; batterie, percussion – Bernard Lubat; Engineer – Mike Lanaro*; Photography By – Jean Frédéric Schall*; Piano – Maurice Vander.
- Claude Nougaro, Bleu Blanc Blues, Barclay, 1985.
- Maurice Vander, Pierre Michelot, Bernard Lubat, Vander Michelot Lubat, 1985.
- Philly; Maurice Vander, Charles Bellonzi, Luigi Trussardi, Bernard Lubat 1991.
- Stan Getz, With European Friends, 1985, label Lester, basse – Jean-Marie Ingrand (tracks: A3, A4), Pierre Michelot (tracks: A1, A2, A5, B1), batterie – Bernard Lubat (tracks: B2, B3), Kenny Clarke (tracks: A1 to B1), Guitar – Rene Thomas* (tracks: B2, B3), Illustration [Cover] – Akira Yokoyama, Liner Notes – Yuzo Fujimoto,; Organ – Eddy Louiss (tracks: B2, B3), Piano – Martial Solal (tracks: A1, A2, A5, B1), René Urtreger (tracks: A3, A4);Tenor Saxophone – Stan Getz.
- 1979 : Swing strings system (Jean-Charles Capon, Christian Escoudé, Siegfried Kessler, Didier Levallet, D. Lockwood, Bernard Lubat, Jean-Yves Rigaud, Label : EVIDENCE - LMD / FREMEAUX & ASSOCIES
- Chateauvallon 76, Léon Francioli, Beb Guérin, Bernard Lubat, Michel Portal, 1979
- Entgasse, Bernard Lubat, Hervé Bourde, Barre Phillips, 1979
- Bernard Lubat Quartet, Bert Rosengren Quartet, Bergendy – Jazz Jamboree '76 Vol.2
- Maurice Vander, Pianos Puzzle, Label Saravah. Bass – Louis Trussardi* (tracks: A1 to A3, B1 to B3) ; batterie – Bernard Lubat (tracks: B1, B3), Charles Bellonzi (tracks: A1, A2, B2); Engineer – Daniel Vallancien; Piano – Maurice Vander (tracks: A1 to A3, B1 to B3); Piano [Electric Hohner] – Maurice Vander (tracks: A4); Vibraphone – Bernard Lubat (tracks: A2, B2).
- François Jeanneau, Une Bien Curieuse Planète / Such A Weird Planet, label Palm, 1975 ; Contrabass, Percussion – J.-F. Jenny-Clark; batterie, percussion – Bernard Lubat; piano électrique, piano, synthétiseur, percussions – Michel Grailler*; Engineer – Jef Gilson; saxophone ténor, saxophone soprano, flûte [en Ut, Sol à bec], synthétiseur, piano électrique, piano, percussions, Music By, Lyrics By – François Jeanneau
- Michel Colombier, Gérard Levecque*, Bernard Lubat, Teddy Lasry, Creative Pop, 1974
- Soul of Africa (Jef Gilson, Hal Singer) (Piano vibes: Bernard Lubat), 1974.
- Michel Graillier – Pianos Puzzle, 1972 ; Bass – Alby Cullaz; Drum – Bernard Lubat, Piano – Michel Graillier.
- Bernard Lubat and his Mad Ducks, Disques Pierre Cardin, 1971.
- Stan Getz / René Thomas Quartet, Live In Loosdrecht, 1971.
- Dynasty de Stan Getz, 1971 (Verve) sur lequel on retrouve Stan Getz au sax ténor, Bernard Lubat à la batterie, René Thomas à la guitare et Eddy Louiss à l'orgue.
- Stan Getz Quartet Live, Getz, Louiss, Lubat, Thomas, BluJazz, 1971.
- Laurent Petitgirard, Suite Épique, 1972. Acoustic Bass – Herbert Blumenzweig; Cello – Philippe Cherond; Drum – Bernard Lubat; Flute – Teddy Lasry; Piano – Laurent Petitgirard; Saxophone – Teddy Lasry; Violin – Michel Guyot.
- Live at Montreux, Lubat, Louiss, Engel, Disques Pierre Cardin, 1972.
- Le Cercle rouge, 1970, label Pierre Cardin; artistes: Éric Demarsan, Daniel Humair, Jo Basile, Georges Arvanitas, Raymond Guiot, Guy Pedersen, Bernard Lubat
- Louez Dieu! no 10, Jef Gilson, Jesus Jazz, 1969.
- Ivan Jullien, Paris Jazz All Stars - Paris Point Zero (roger guerin, bernard vitet, michel portal, eddy louiss, Bernard Lubat), Riviera, 1968.
- The Jef Gilson Nonet featuring Jean-Louis Chautemps, New call From France, 1966 (Bernard Lubat est au vibraphone et aux percussions).
- Jef Gilson Big Band, Jef Gilson a Gaveau, 1965 featuring Nathan Davis (Bernard Lubat: vibraphone).

### Illustration sonore

#### Leader
- Vibraphones, Tele Music no 10, 1970
- Vibrations, Tele Music no 27, 1972
- Grand Air, Tele Music no 49, 1975
- Vibrations volume 2, Tele Music no 51, 1975

#### Apparitions
- Baroque Jazz Quintet, Tele Music no 3, 1970
- More Creative Pop, IML 6, 1976

## Filmographie
- 1983 : Le Destin de Juliette, d'Aline Issermann
- 1984 : La Boîteuse, de Patricia Mazuy, 1984
- 1984 : Lubat musique, père et fils, de Richard Copans
- 2014 : In and out Martial Solal/Bernard Lubat de Thierry Augé